# UFC Fight Night: Hermansson vs. Cannonier
UFC Fight Night: Hermansson vs. Cannonier (også kendt som UFC Fight Night 160) var MMA-event produceret af Ultimate Fighting Championship, der fandt sted den 28. september 2019 i Royal Arena i København.   

## Baggrund
Arrangementet var organisationens første afholdelse i København. 